# Piola (metropolitana di Milano)
Piola è una stazione della linea M2 della metropolitana di Milano.

## Storia
La stazione fu inaugurata il 27 settembre 1969 come parte della prima tratta della linea M2.

## Struttura e impianti
Anche se la stazione prende il nome da piazzale Gabrio Piola, si trova leggermente decentrata rispetto ad esso, in corrispondenza di via Giovanni Pacini, all'incrocio con via Antonio Bazzini e via Francesco D'Ovidio, dove sono posti tre accessi.
La stazione si trova all'interno dell'area urbana della metropolitana milanese. Costruita in un periodo in cui la falda acquifera era particolarmente bassa a causa del grande sfruttamento da parte degli impianti industriali esistenti nell'immediato nord-est di Milano (soprattutto dalle Acciaierie Falck), da quando la falda ha cominciato ad innalzarsi è stata più volte soggetta ad allagamenti, risolti con delle idrovore. Per questo motivo presenta i due binari in due canne distinte.
La stazione serve principalmente il Politecnico di Milano, l'area di Città Studi di pertinenza dell'Università degli studi di Milano e l'Istituto dei tumori.

## Interscambi
Nelle vicinanze della stazione effettuano fermata alcune autolinee urbane, gestite da ATM.
La stazione fu dotata per un breve periodo di un interscambio con la rete tranviaria, in Via Giovanni Pacini: si trattava di uno dei due capilinea presenti sulla via, il primo dei quali era stato demolito durante i lavori di costruzione della metropolitana. Il secondo capolinea fu dismesso il 22 giugno 1970.
- Fermata filobus (V.le Gran Sasso-P.le Piola M2, linee 90 e 91)
- Fermata filobus (V.le Romagna-P.le Piola M2, linee 90 e 91)
- Fermata autobus

## Servizi
La stazione dispone di:
- Accessibilità
- Scale mobili
- Emettitrice automatica biglietti
- Stazione videosorvegliata